# Grøn ideologi
Grøn ideologi baseres på ideen om, at menneskeracen er for materialistisk fokuseret, og at vi producerer for at skabe arbejde, frem for at tilfredsstille behov.
Den grønne ideologi går ind for, at produktion omlægges til økologi.
Denne grønne ideologi (økologisme) er troen på at hverken socialismen eller kapitalismen er den rette vej. Begge samfundsformer er baseret på vækst, hvilket økologisterne ikke anerkender. De går i stedet ind for bæredygtig udvikling og økologi, og så melder de sig ud af den traditionelle politiske højre/venstre-akse. De tror på en lille stat men stærkt lokalsamfund (i forskellig grad), men mener at man skal bidrage til fællesskabet så alle kan realisere sig selv i balance med naturen. Ideologien går ind for et miljøvenligt og økologisk samfund, der er bæredygtigt men samtidig også produktivt.